# Annika Lambers
Annika Lambers (* 10. Juli 1992) ist eine deutsche Volleyballspielerin.

## Karriere
Lambers begann ihre Karriere 1999 beim SCU Emlichheim. Später spielte sie beim SV Bad Laer und in der Nachwuchsmannschaft VC Olympia Berlin. In der Saison 2009/10 war die Junioren-Nationalspielerin bei der SG Rotation Prenzlauer Berg aktiv, bevor sie erneut zum VC Olympia ging. 2011 wurde die Außenangreiferin vom Bundesligisten Bayer 04 Leverkusen verpflichtet.